# Kudreave, Ceaplînka
Kudreave (în ucraineană Кудряве) este un sat în comuna Kucereavovolodîmîrivka din raionul Ceaplînka, regiunea Herson, Ucraina.

## Demografie
Componența lingvistică a localității Kudreave
     Ucraineană (99,1%)
     Alte limbi (0,9%)
Conform recensământului din 2001, majoritatea populației localității Kudreave era vorbitoare de ucraineană (99,1%), existând în minoritate și vorbitori de alte limbi.